# Kanton Weferlingen
Der Kanton Weferlingen bestand von 1807 bis 1813 im Distrikt Helmstedt im Departement der Oker im Königreich Westphalen und wurde durch das Königliche Decret vom 24. Dezember 1807 gebildet. Die Orte Döhren, Wolfsdorf und der Hauptort Weferlingen langen als Exklaven rechts der Aller im Distrikt Neuhaldensleben.

## Gemeinden
- Weferlingen an der Aller (ehemals Halberstädtisches Amt)
- Grasleben
- Querenhorst
- Salsdorf mit Altenau
- Mackendorf
- Döhren
- Wolfsdorf

## Einzelnachweis
1. ↑  Königliches Decret, wodurch die Eintheilung des Königreichs in acht Departements angeordnet wird. Verzeichniß der Departements, Districte, Cantons und Communen des Königreichs. In: Landschaftsverband Westfalen-Lippe (Hrsg.): Bulletin des lois du Royaume de Westphalie. Band I, Nr. 6, 1807, S. 156 f. (lwl.org [PDF; 4,9 MB; abgerufen am 28. März 2013]).